# أبو مجرفة شمالي

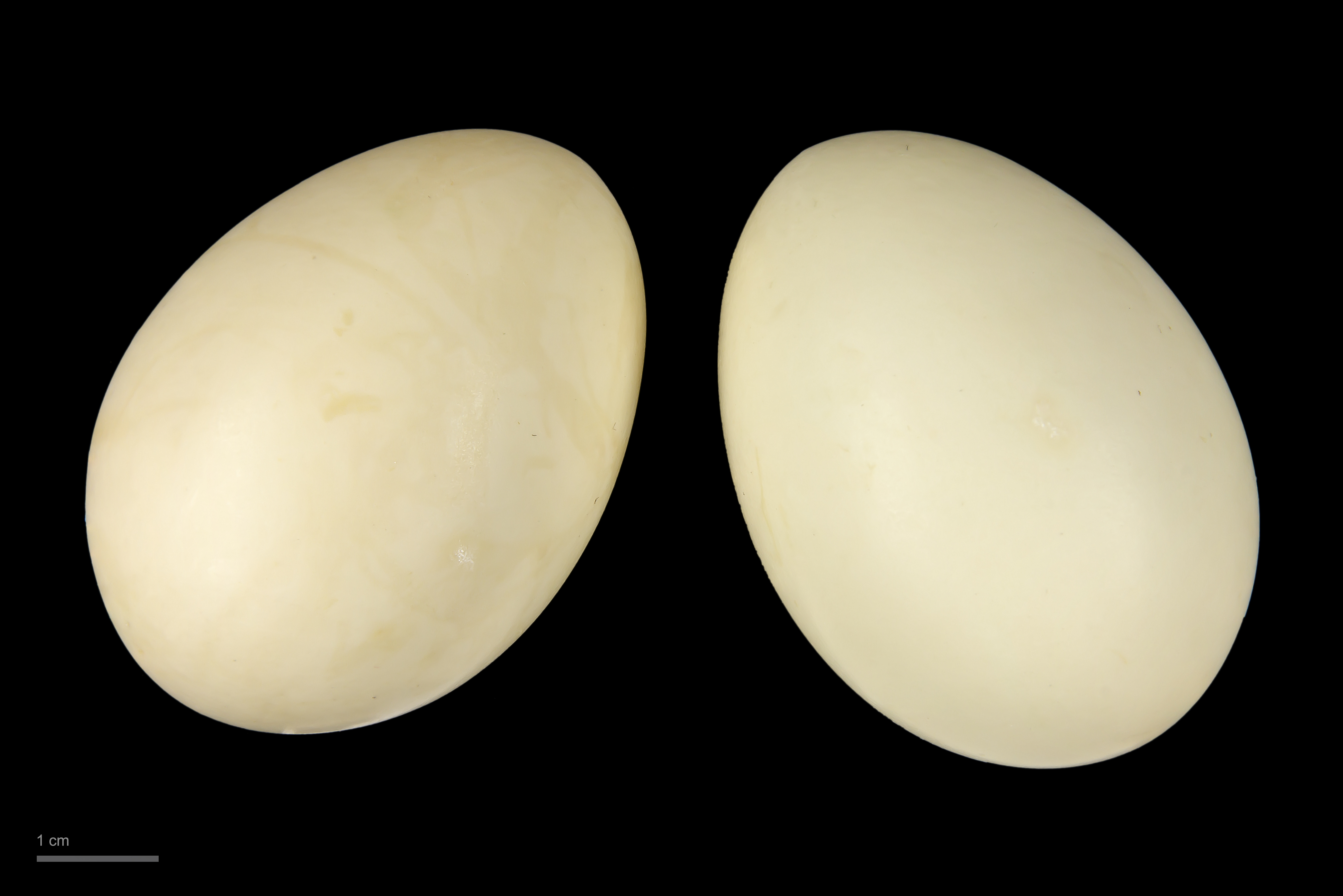
Spatula clypeata

أبو مجرفة الشمالي أو الكيش أو أبو مجرف (بالإنكليزية: Northern Shoveler) (الاسم العلمي: Anas Clypeata) طائر منقاره أسهل طريقة للتعرف عليه، فهو بشكل المجراف (الشبل) حيث يكون كبير وعريض في نهايته وهو ما يوحي به اسمه، الذكر منه له رأس أخضر اللون وصدره أبيض وبطنه بني كما هو واضح، وهو يفضل المناطق المائية الغنية بالنباتات، ويعتبر زائر شتوي غير شائع.

## معرض صور

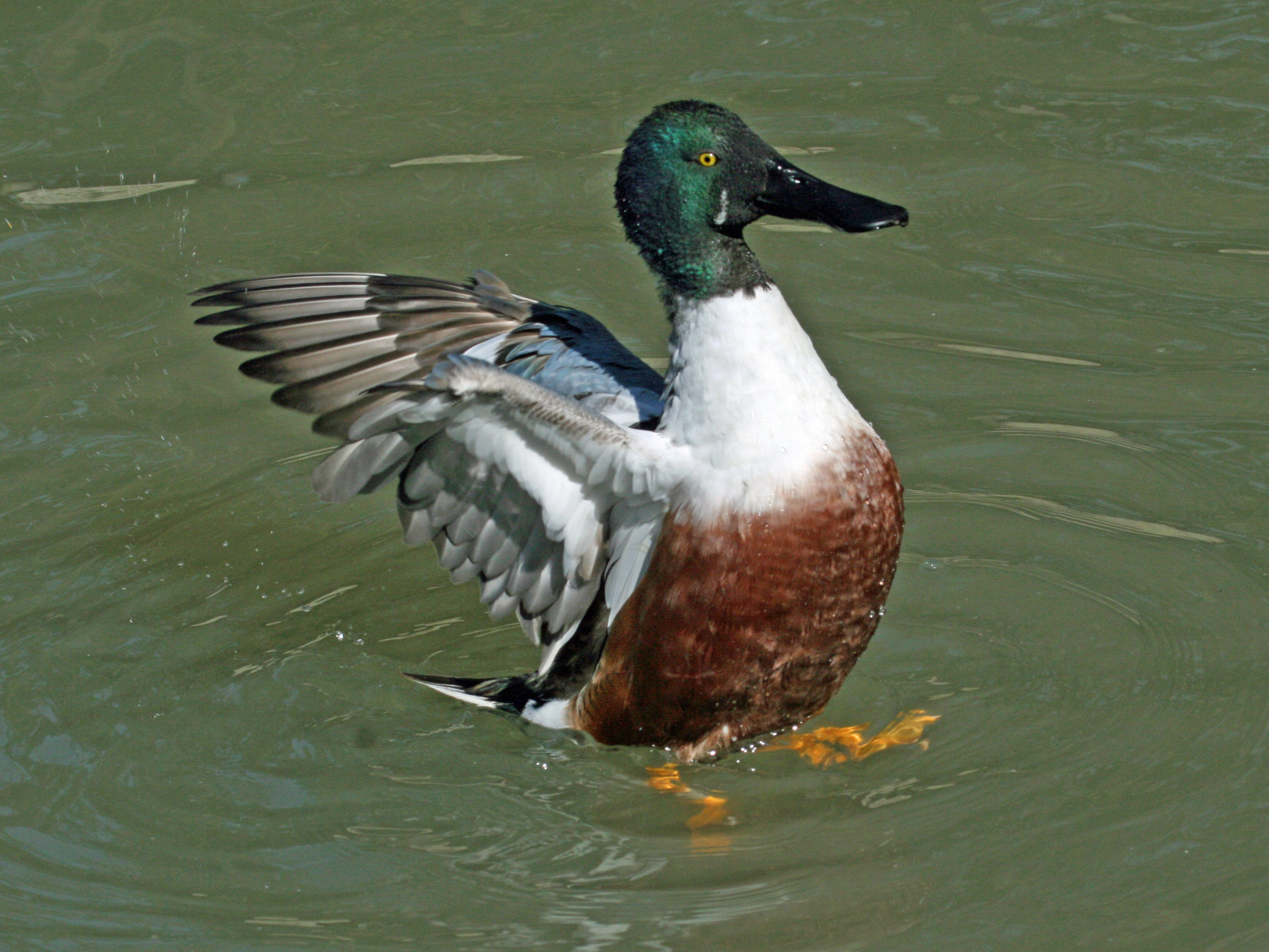
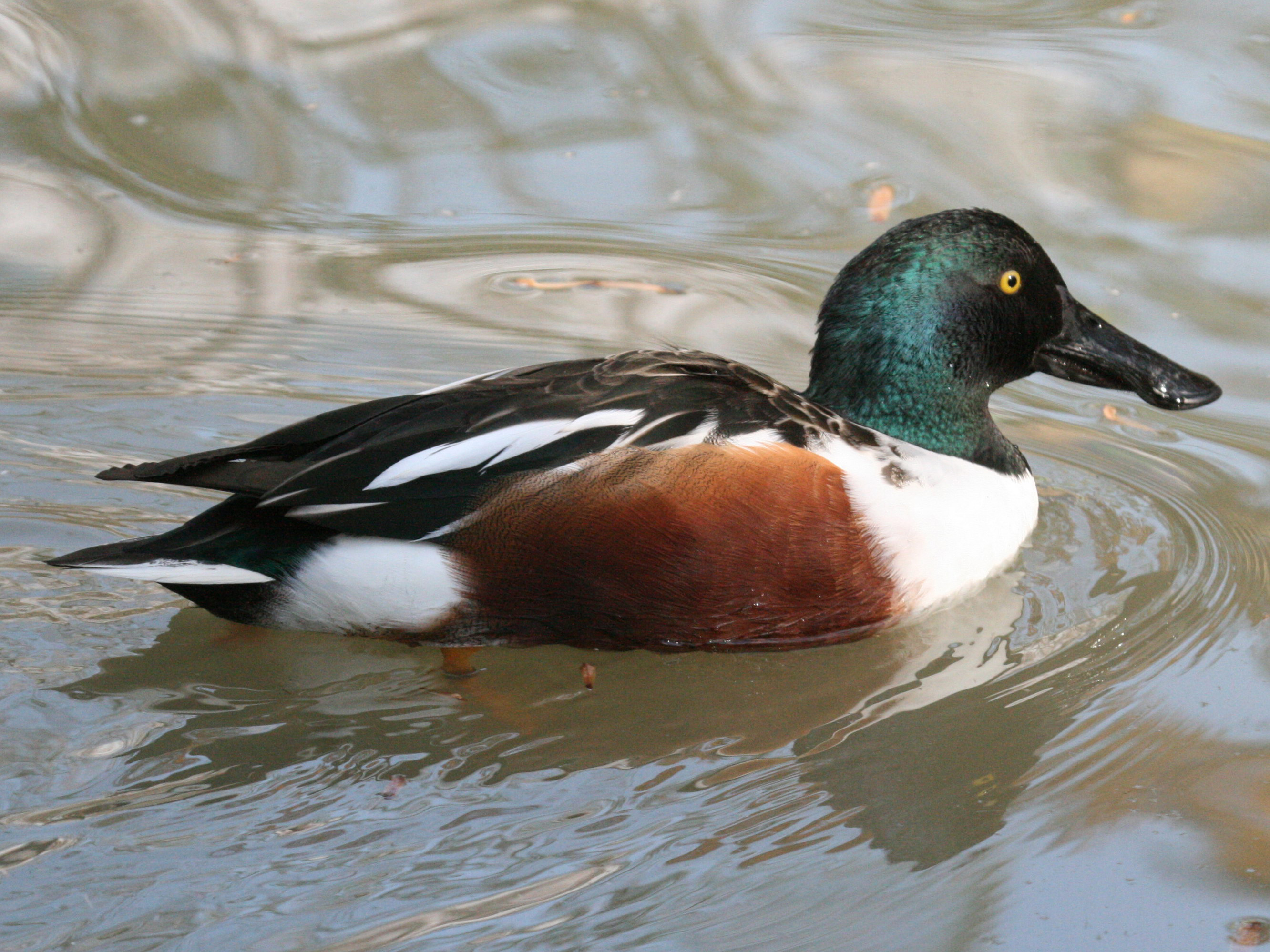
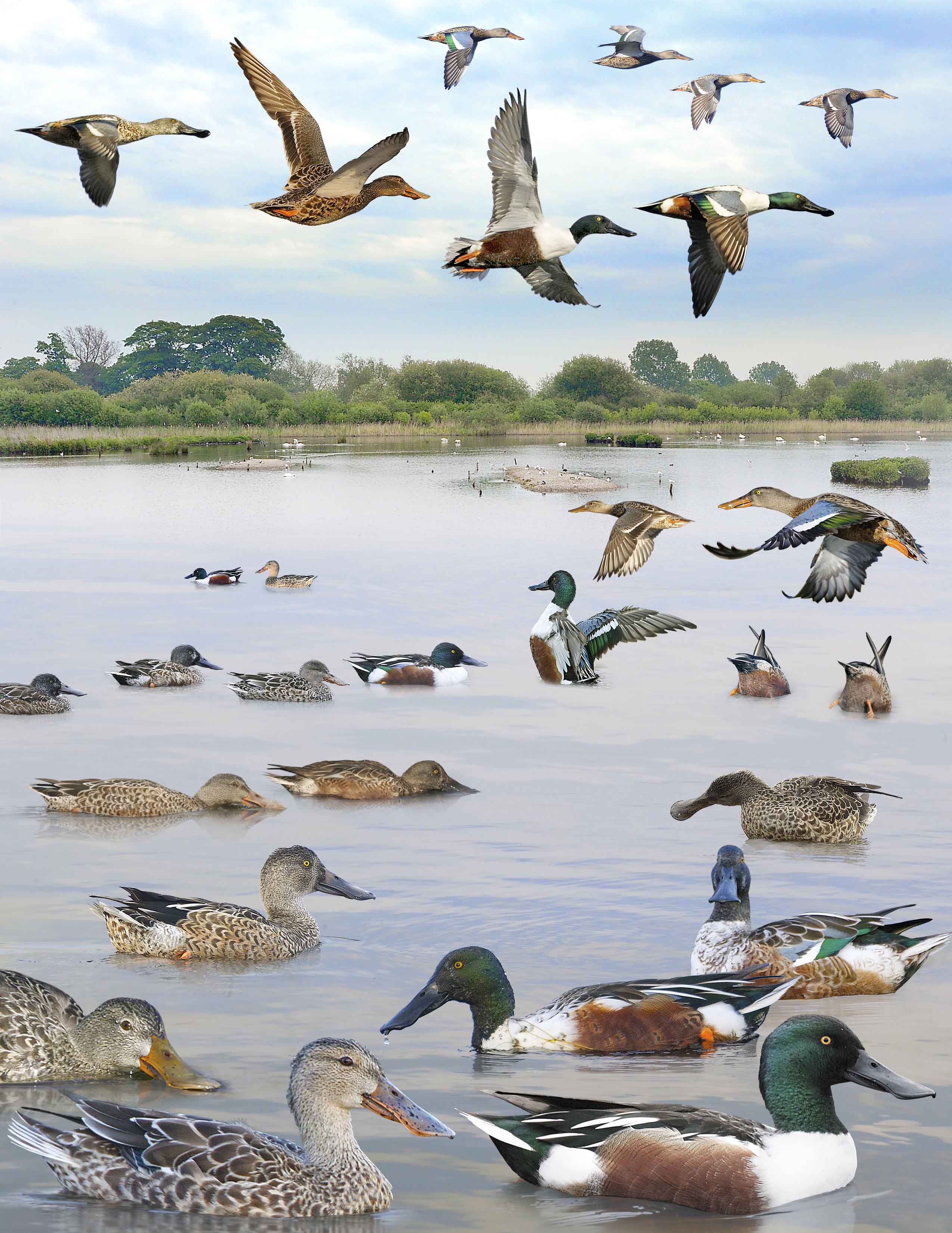
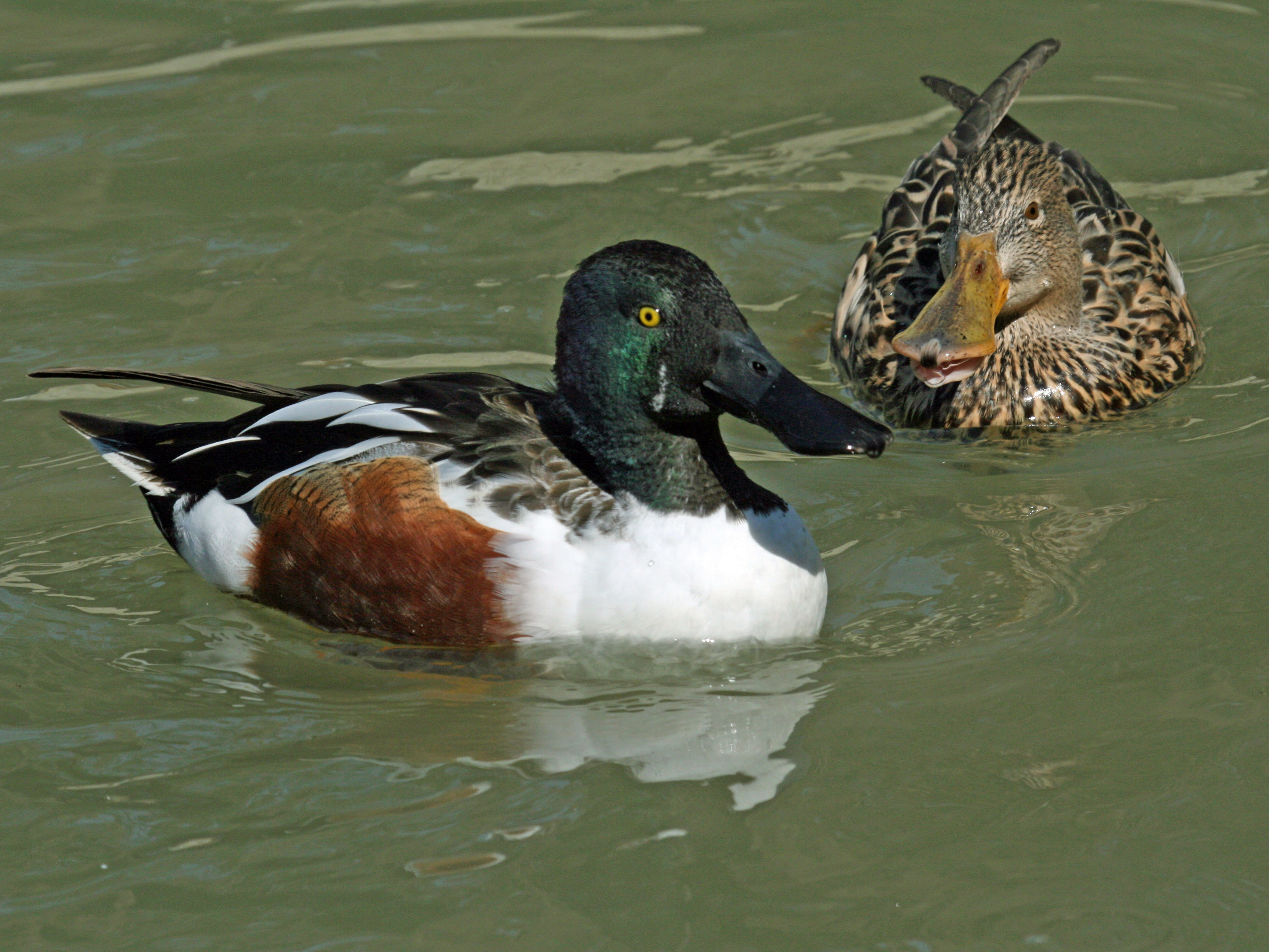
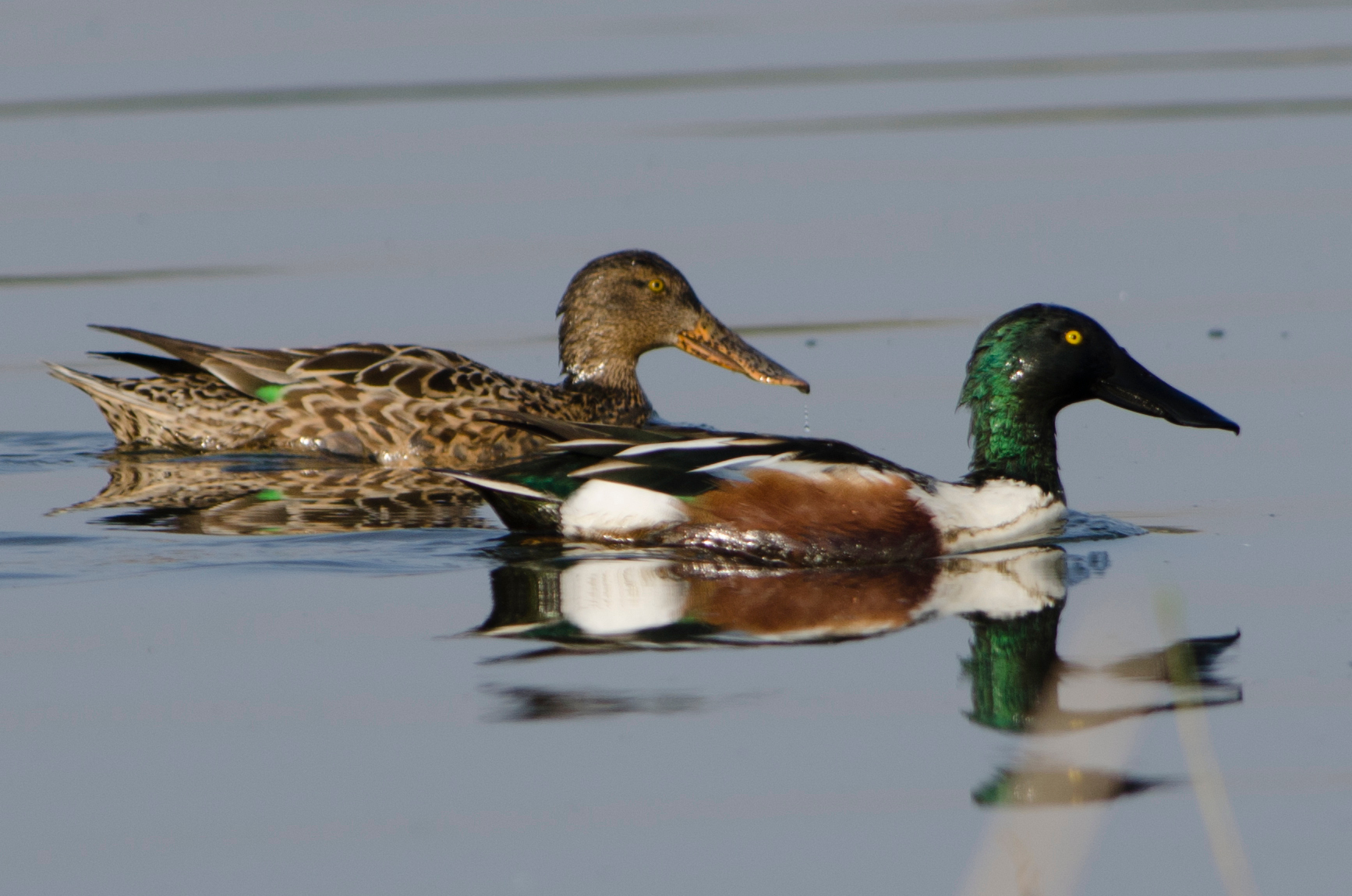
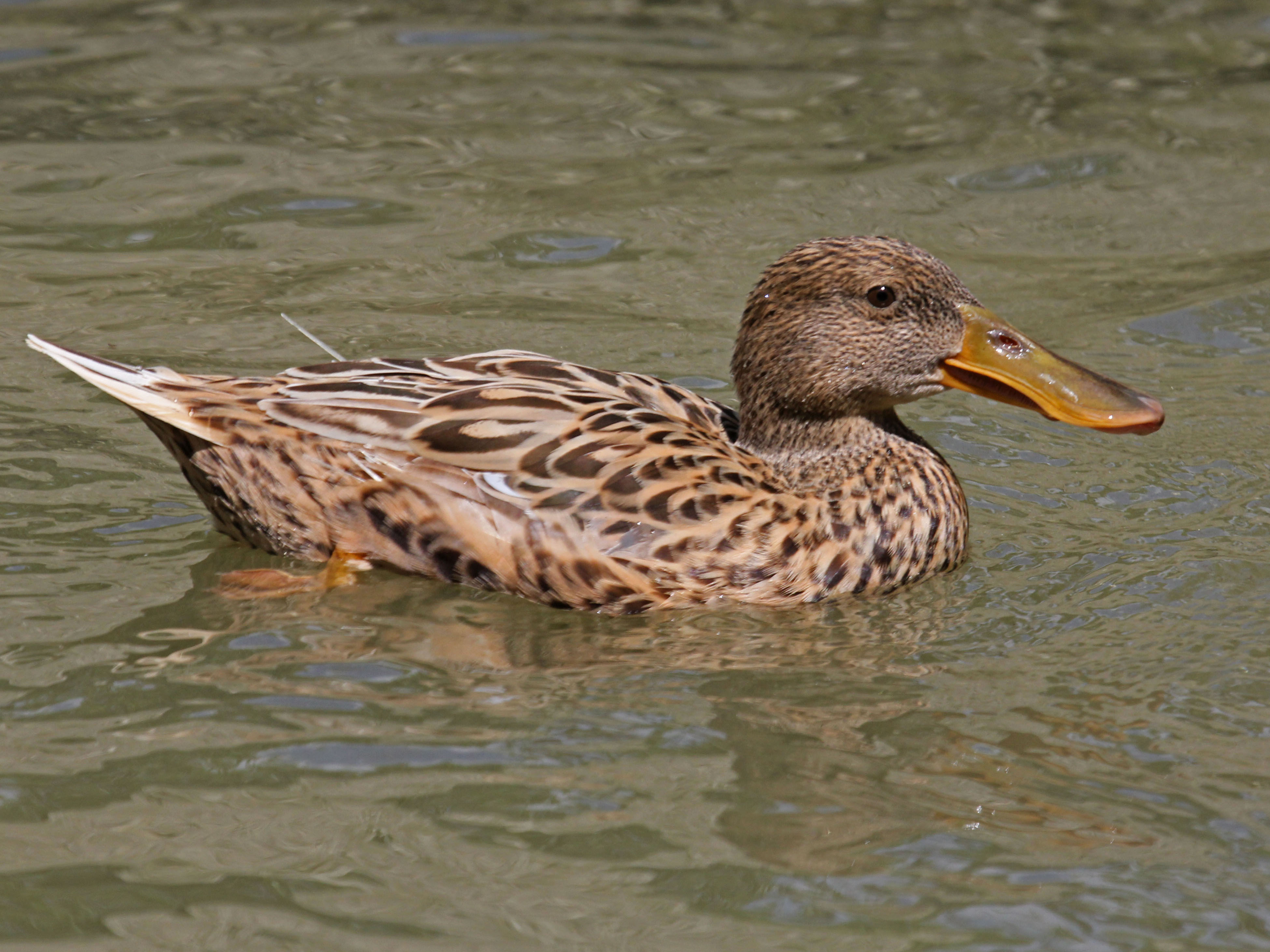

## اقرأ أيضا
- تطور الطيور
- نحام أكبر
- البلشون الرمادي
- أبو قردان (بلشون القطعان)
- بلشغون الشعاب الغربي
- أبو ملعقة
- حذف شتوي

## وصلات خارجية
- الحيوان البري في البلاد العربية من الموسوعة العربية العالمية[وصلة مكسورة]
- موقع طيور الكويت فيه صور لطائر الهدهد في الكويت وغيره من الطيور